# According to Jim
According to Jim es una comedia norteamericana transmitida por ABC. La serie fue lanzada con muy poca publicidad en octubre de 2001, junto con otra famosa comedia llamada My Wife and Kids. La serie obtuvo mucho éxito durante su segunda temporada lo que hizo que ABC siguiera creando series como 8 Simple Rules for Dating My Teenage Daughter, Life with Bonnie y Less than Perfect. La serie fue transmitida desde el 3 de octubre de 2001, hasta el 2 de junio de 2009.

## Argumento
Jim es un padre de familia suburbano, quien junto a su esposa Cheryl tiene 3 hijos: Ruby, Gracie, Kyle, y posteriormente 2 más,  los gemelos Jonathan y Gordon. Jim es conocido por ser fan del blues, y de los Chicago Bears, Chicago Cubs, Chicago Bulls, Chicago Blackhawks, tal y como Jim Belushi, el actor que le da vida al personaje.
Jim puede ser catalogado como varias cosas, pero nunca como un padre perfecto. Es bastante holgazan y siempre está en la búsqueda de soluciones rápidas, lo cual casi nunca resulta como debería. Andy, el hermano de Cheryl, es su mejor amigo y le cubre todo. Danna, la hermana de Cheryl, apoya a Cheryl en todo lo que tenga que ver con hacerle jugarretas a Jim. Tanto es así que cuando Dios le mostró a Jim quien era la persona que más lo amaba, no fue Cheryl, sino Andy, y la que más lo despreciaba no era otra sino Danna.

## Reparto
- James Belushi (Jim)
- Courtney Thorne-Smith (Cheryl)
- Kimberly Williams-Paisley (Dana)
- Larry Joe Campbell (Andy)
- Taylor Atelian (Ruby)
- Billi Bruno (Gracie)
- Conner Rayburn (Kyle) (Temporada 4+)
- Mitch Rouse (Ryan) (Esposo de Dana)

## According to Jimen otros países y lenguas
- Australia: According to Jim Seven Network y FOX8.
- Austria: Jim hat immer Recht! (¡Jim siempre tiene la razón!) ORF 1.
- Brasil: O Jim é assim (Jim es así) (SBT) y According to Jim Sony.
- Canadá: CTV.
- Croacia: Svijet prema Jimu (El mundo según Jim) HRT.
- Finlandia: Perheen kalleudet (Joyas de familia) MTV3.
- Alemania / Suiza: Immer wieder Jim (Jim una y otra vez) RTL 2.
- Italia / Suiza: La vita secondo Jim (La vida según Jim) Italia 1 & TSI.
- América Latina: According to Jim Sony Entertainment Television.
- Países Bajos: According to Jim SBS6.
- Portugal: O Mundo de Jim FOX Life
- Noruega: According to Jim Viasat TV3.
- España: El mundo según Jim La Sexta y Disney Channel España.
- Suecia: Jims Värld (Jim's World) Viasat TV3.
- Turquía: According to Jim CNBC-e.
- Reino Unido: According to Jim 5STAR.
- Estados Unidos: According to Jim ABC.
- Asia: Star World
- Nueva Zelanda: According to Jim TV2.